# Beth Escudé i Gallés
Beth Escudé i Gallés   (Barcelona, 1963) és una dramaturga i directora de teatre catalana.

## Trajectòria
Llicenciada en Art dramàtic en l'especialitat de Direcció Escènica i Dramatúrgia per l'Institut del Teatre de la Diputació de Barcelona, va ampliar estudis a Londres (Royal Court Theatre), San Miniato i Pisa. Posteriorment es va doctorar en Arts Escèniques a la Universitat Autònoma de Barcelona. Compagina la seva activitat de dramaturga amb la investigació, la direcció escènica i la docència a l'Escola Superior d'Art Dramàtic de l'Institut del Teatre de la Diputació de Barcelona, on imparteix assignatures com “Adaptació dramàtica”, “Introducció a l'escenificació” i “Laboratori de dramatúrgia”. Entre les seves peces, destaquen El destí de les violetes (1995), El pensament per enemic (1996), El color del gos quan fuig (1996), Beats (1999), Les nenes mortes no creixen (2000, premi Joaquim Bartrina de Teatre 2001), El lladre i la senyora Guix (Catalunya Ràdio, 2001). Ha obtingut el premi Ramon Vinyes de teatre de Berga 2003 per Cabaret Diabòlic, en què, sota la forma de cabaret, presenta cinc dones que han de disculpar la seva acció davant la història. Ha estrenat i dirigit Aurora De Gollada (2006), en el cicle T-6 del Teatre Nacional de Catalunya. Ha col·laborat com a dramaturga amb diverses companyies de teatre de la imatge i dansa-teatre, com ara La Fura dels Baus, Nessun Dorma, Nats Nus o SP produccions. També ha estat dramaturga de Boris I. Rei d'Andorra (2006). Les seves obres han estat traduïdes a diversos idiomes i representades en diferents països.

## Obres
- El destí de les violetes (1995)
- El pensament per enemic (1996)
- El color del gos quan fuig (1996)
- Beats (1999)
- Les nenes mortes no creixen (2000), premi Joaquim Bartrina de Teatre
- El lladre i la senyora Guix (2001)
- Cabaret Diabòlic (2003), premi Ramon Vinyes de teatre de Berga
- Loft (2003)
- Aurora De Gollada (2006)
- Boris I. Rei d'Andorra (2006)